# Waltz
Waltz (anglický valčík) je tanec v tříčtvrťovém taktu, jeho současná verze vznikla na počátku 20. století v Anglii z amerického tance boston a evropského ländleru (předchůdce valčíku). Waltz patří do skupiny tzv. standardních tanců (waltz, tango, valčík, slowfox, quickstep). V angličtině se waltz označuje jako „Waltz“, dříve „Slow Waltz“ nebo „English Waltz“. Valčík pak jako „Viennese Waltz“.

## Vznik

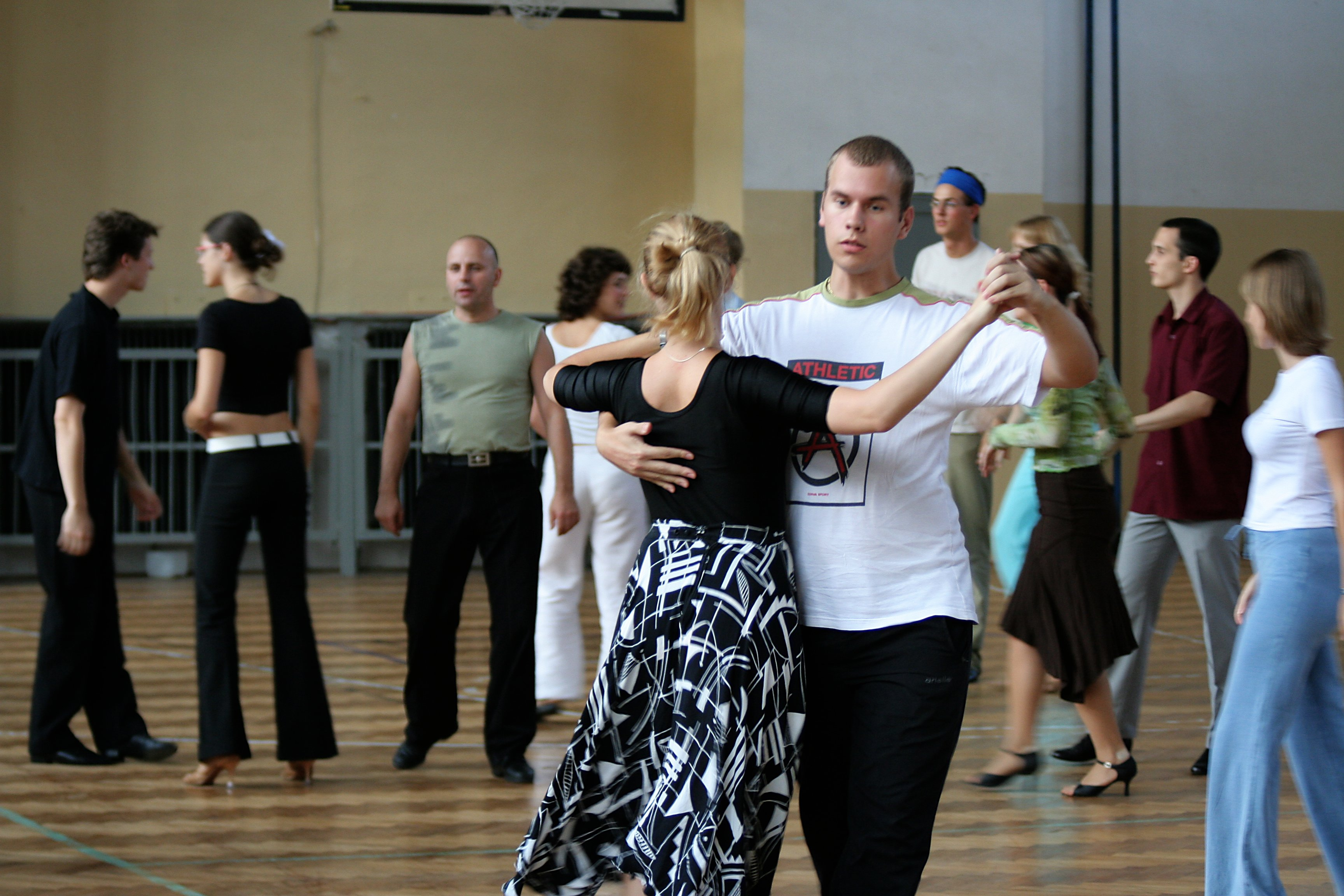
Výuka waltzu

Předchůdce dnešního waltzu se objevil počátkem 19. století v mnohých oblastech Německa a Rakouska a byl ovlivněn v té době už velmi známým valčíkem. Jedna z variant nového tance pocházela z města Laendl ob der Enns (Rakousku) a zůstala známa pod zkráceným jménem laendler. Původně se tančila v těžkých botách a obsahovala folklorní prvky jako skoky, kleky, tleskání a podtáčky.
V severní Americe (USA) naopak z valčíku odvodil tanec jménem Boston. Jeho tempo bylo pomalejší, základní držení zůstalo, ale bylo doplněno novými figurami. Od valčíku se odlišoval především kladením důrazu na melodii a ne na rytmus. Po roce 1914 byl z parketu vytlačen novým a rychlým foxtrotem.
Ovšem poté došlo ke spojení Bostonu a Laendleru a následně se tanec vrátit v roce 1924 jako waltz-boston. V roce 1926 Angličané prosadili mírné zrychlení tempa s přísným rytmem. Teprve až v roce 1929 byl standardizován a pod vedením výborného tanečního teoretika Viktora Silvestra došlo k upravení stylové i technické stránky a tanec byl opět zpomalen. Poté v roce 1933 byl zařazen mezi standardní společenské tance anglického charakteru.

## Charakteristika

### Hudba
Důrazná doba v taktu je první (RAZ!-dva-tři). Tempo waltzu je přibližně 29 taktů za minutu (87 M.M. = taktových úderů metronomu; pro srovnání, tempo valčíku je zhruba dvojnásobné, 60 taktů za minutu). Takty se dále po osmi skládají do vět (věta je většinou ohraničena změnou hudby či začátkem nebo koncem zpěvu).

### Postavení
Waltz je švihový tanec, jeho hlavním prostředkem pohybu páru je technika "Rises and falls". Našlapuje se v něm jak na špičku, tak patu, při výměně nohou vždy jedna noha prochází kolem druhé (v těsném dotyku). Trup by neměl být přímo závislý na nohách, avšak nohy by se měly řídit pohybem trupu. Hlava zůstává vytažená svým směrem (vlevo nahoru). V držení se pár snaží být co nejobjemnější.

### Tancování
Do tance se vchází nejlépe vždy na konci, popřípadě začátku věty. Krok by měl být delší (například než krok v tangu) a jeho doba by měla obsáhnout celou část taktu, ve které je tančen, (jít před hudbou či až příliš za hudbou se bere jako chyba). V tanci vede vždy partner (i pokud směr pohybu je pro něj vzad). Výraz (v obličeji) by měl být alespoň lehce pozitivní.

## Figury
Seznam figur podle ČSTS

### Bronz (E,D,C)
| č.  | česky                  | anglicky                |
| --- | ---------------------- | ----------------------- |
| 1.  | Uzavřená změna Pn      | Closed Change on RF     |
| 2.  | Uzavřená změna Ln      | Closed Change on LF     |
| 3.  | Otáčka vpravo          | Natural turn            |
| 4.  | Otáčka vlevo           | Reverse turn            |
| 5.  | Postupová přeměna do P | Progressive Chasse to R |
| 6.  | Zášvih                 | Whisk                   |
| 7.  | Zášvih vzad            | Back Whisk              |
| 8.  | Změna mimo             | Outside Change          |
| 9.  | Základní tkáň          | Basic Weave             |
| 10. | Přeměna z PP           | Chasse from PP          |
| 11. | Křížení vzad           | Backward Lock           |
| 12. | Otevřená otáčka vpravo | Open Natural Turn       |

### Silver (D,C)
| č.  | česky                 | anglicky             |
| --- | --------------------- | -------------------- |
| 13. | Změna výdrží          | Hesitation Change    |
| 14. | Spinová otáčka vpravo | Natural Spin Turn    |
| 15. | Dvojspina vlevo       | Double Reverse Spin  |
| 16. | Telemark              | Telemark             |
| 17. | Telemark do PP        | Telemark to PP       |
| 18. | Tkáň z PP             | Weave from PP        |
| 19. | Náběhová otáčka       | Impetus              |
| 20. | Náběhová otáčka do PP | Impetus to PP        |
| 21. | Výdrž tažením         | Drag Hesitation      |
| 22. | Spina mimo            | Outside Spin         |
| 23. | Točené křížení do P   | Natural Turning Lock |
| 24. | Točené kříženi do L   | Reverse Turning Lock |

### Gold (C)
| č.  | česky                                      | anglicky                             |
| --- | ------------------------------------------ | ------------------------------------ |
| 25. | Uzavřené převedení                         | Wing                                 |
| 26. | Převedení z PP                             | Wing from PP                         |
| 27. | Výdrž napříč z PP                          | Cross Hesitation from PP             |
| 28. | Pivota vlevo                               | Reverse Pivot                        |
| 29. | Spádová otáčka vpravo                      | Fallaway Natural Turn                |
| 30. | Běžená tkáň z PP                           | Running Weave from PP                |
| 31. | Běžená spinová otáčka                      | Running Spin Turn                    |
| 32. | Přetočená běžená spinová otáčka            | Overturned Running Spin Turn         |
| 33. | Běžená přeměna napříč                      | Running Cross Chasse                 |
| 34. | Spádová otáčka vlevo a vkluzná pivota      | Fallaway Reverse Turn and Slip Pivot |
| 35. | Vznosný překrut                            | Hover Corte                          |
| 36. | Zahnutý pérový krok                        | Curved Feather                       |
| 38  | Výkrut mimo                                | Outside Swivel                       |
| 40. | Houpavá spádová otáčka a tkáňové zakončení | Bounce Fallaway and Weave ending     |
| 41. | Rychlá otevřená otáčka vlevo               | Quick Open Reverse                   |

### Speciální (E,D,C)
| česky                  | anglicky                |
| ---------------------- | ----------------------- |
| Běžené zakončení       | Running Finish          |
| Postupová přeměna do L | Progressive Chasse to L |